# Alexander Vyssotsky
Alexander Nikolayevich Vyssotsky (em russo:  Алекса́ндр Никола́евич Высо́тский, Moscou, 23 de maio de 1888 — Winter Park (Flórida), 31 de dezembro de 1973) foi um astrônomo estadunidense nascido na Rússia.
Vyssotsky nasceu em Moscou, Império Russo, e obteve o mestrado na Universidade Estatal de Moscou.
Durante seus 35 anos no Observatório McCormick Observatory da Universidade da Virgínia , Estados Unidos, publicou diversos trabalhos, sendo o mais conhecido deles certamente um catálogo com cinco listas de estrelas intitulado Dwarf M Stars Found Spectrophotometrically. Esta obra foi importante porque foi a primeira lista de estrelas próximas identificadas não por seu movimento celeste, mas pelas características intríbsecas de sua espectroscopia astronômica. Até nesta época as estrelas mais próximas tinham sido identificadas por seus grandes movimentos próprios; porém, nem todas as estrelas próximas ao sol tem grande movimento próprio, e este critério de seleção causou um desvio de foco nos estudos antes do advento do catálogo de Vyssotsky. Suas investigações foram realizadas no Observatório McCormick usando um astrógrafo Cooke, doado pelo Carnegie Institution for Science e refigurado por J. W. Fecker. 
Vyssotsky casou em 1929 com a astrônoma Emma T. R. Williams, natural de Filadélfia. Ela foi desde então sua colaboradora científica. Eles tiveram um filho, o matemático e informático Victor Vyssotsky.